# Schmaltzia glabra
Schmaltzia glabra là một loài thực vật có hoa trong họ Đào lộn hột. Loài này được (L.) Small miêu tả khoa học đầu tiên năm 1903.